# 루이스 아마란토 페레아
루이스 아마란토 페레아 모스케라(스페인어: Luis Amaranto Perea Mosquera, 1979년 1월 30일 ~ )는 콜롬비아의 전 축구 선수로서, 포지션은 수비수이다.

## 축구인 경력

### 선수 경력
프로 데뷔 이후 2003년까지 인데펜디엔테 메데인에서 활약하였으며 이후 아르헨티나의 명문 클럽 보카 주니어스로 이적하였다. 보카 주니어스에서 팀의 2003 인터콘티넨털컵 우승에 기여하였으며 2004년 아틀레티코 마드리드로 이적하였다. 같은 해 영입된 파블로 이바녜스와 함께 센터백 라인을 구축하여 활약하였으며 2008년 토마시 우이팔루시가 아틀레티코 마드리드로 영입되며 잠시 라이트 백으로 보직을 변경하기도 하였다. 2011년 9월 29일 스타드 렌 FC과의 경기에 나서며 통산 289경기 출전 기록을 세워 팀 역사상 최다 출전 외국인 선수에 등극하였다.